# Agbehoun
Agbehoun est le nom d'une danse acrobatique sur bambou traditionnellement pratiquée au Bénin.

## Philatélie
En 1975 la poste de la République du Dahomey émet un timbre de 40 F intitulé « Agbehoun. Danse sur bambou ».

## Galerie

Représentation en 2000 lors de la fête du Vaudou.
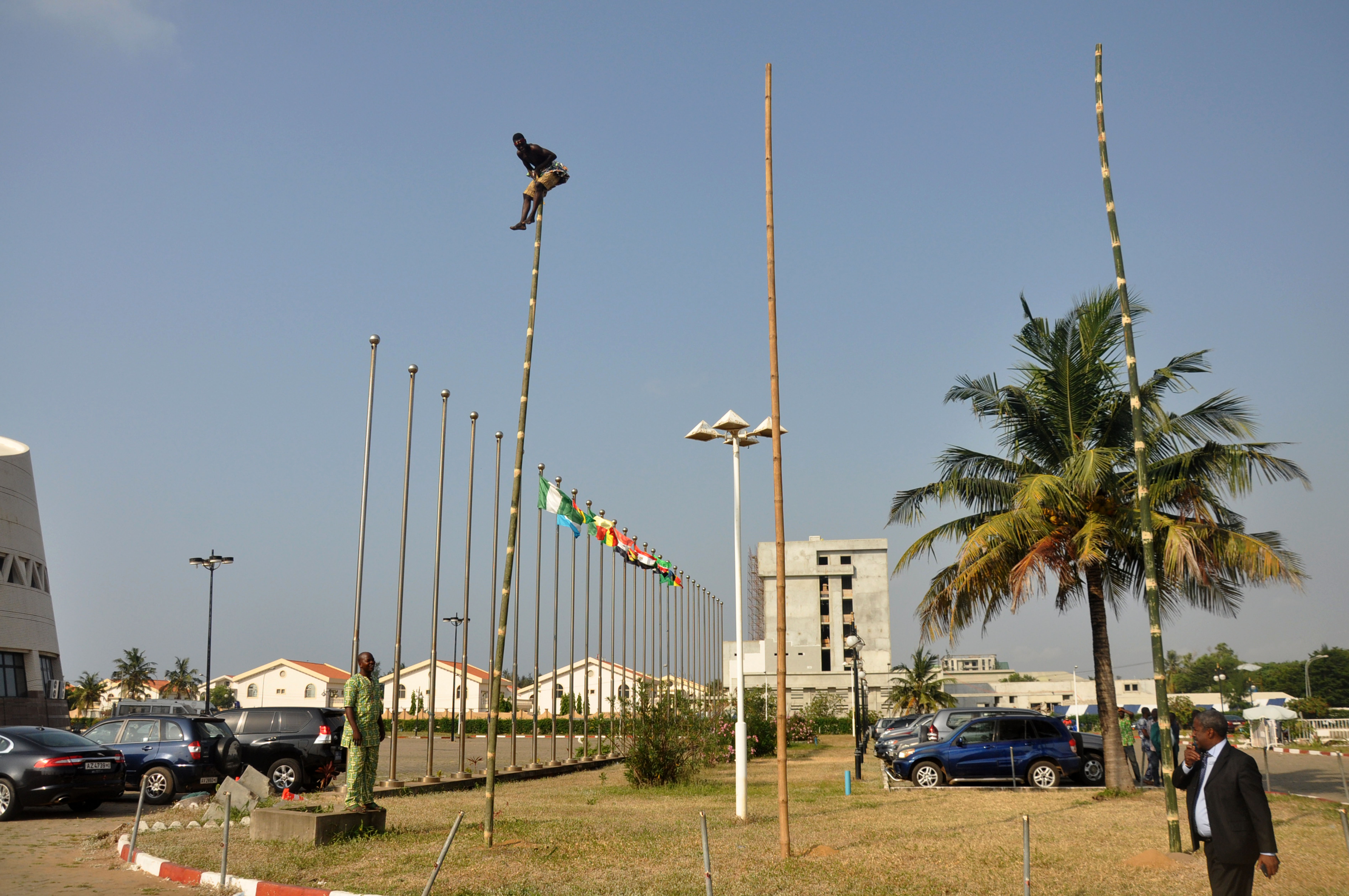
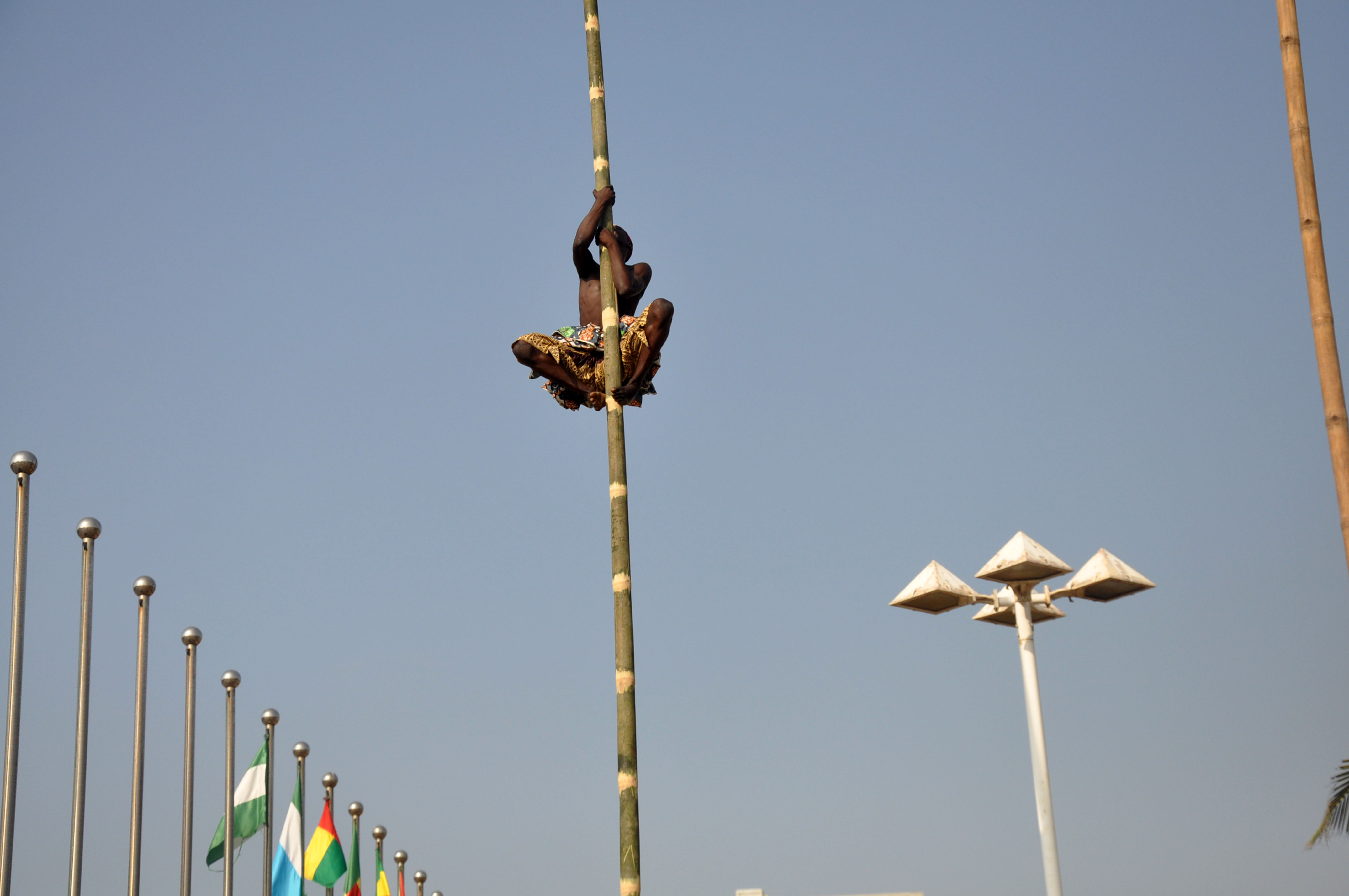
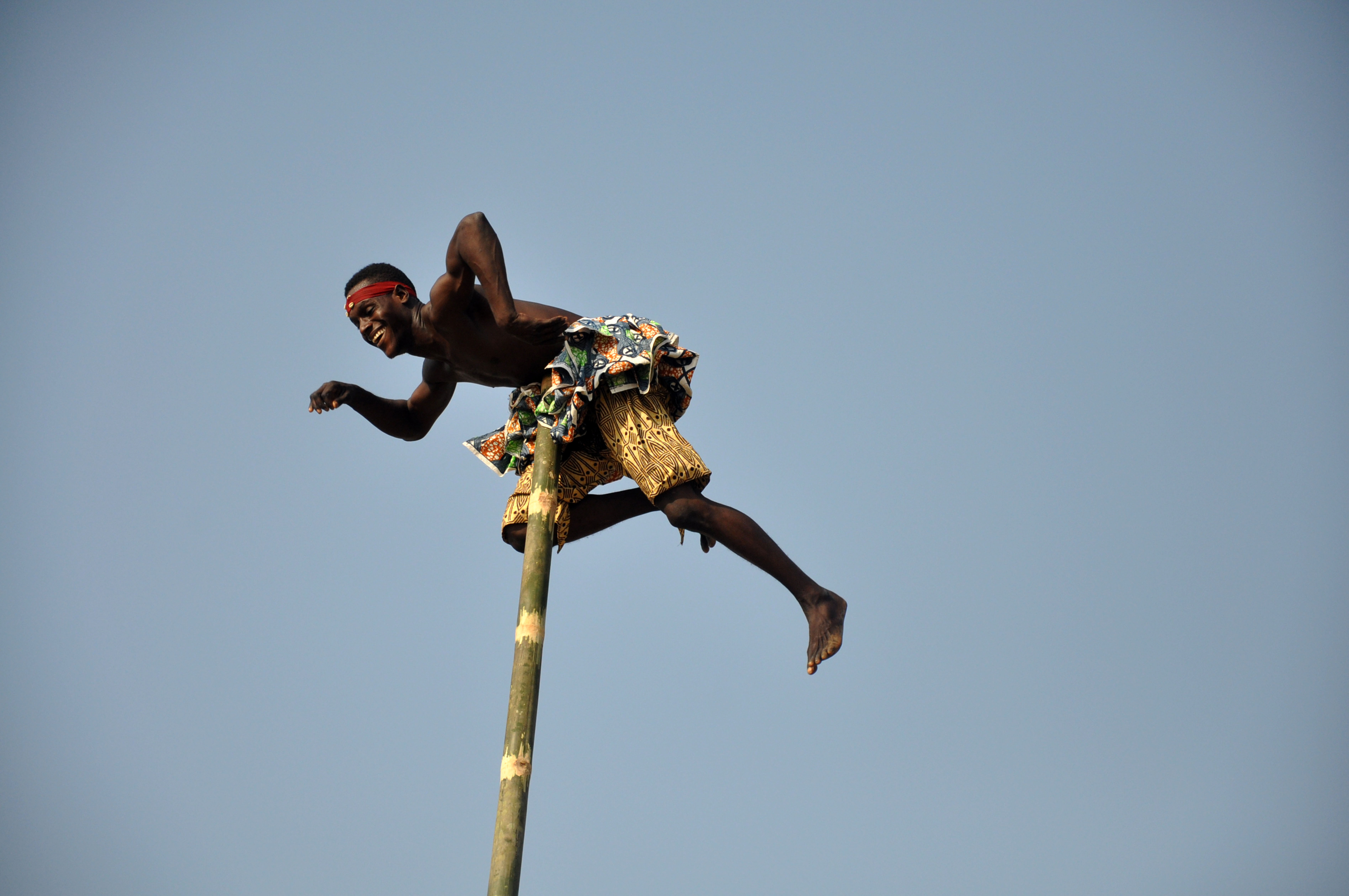
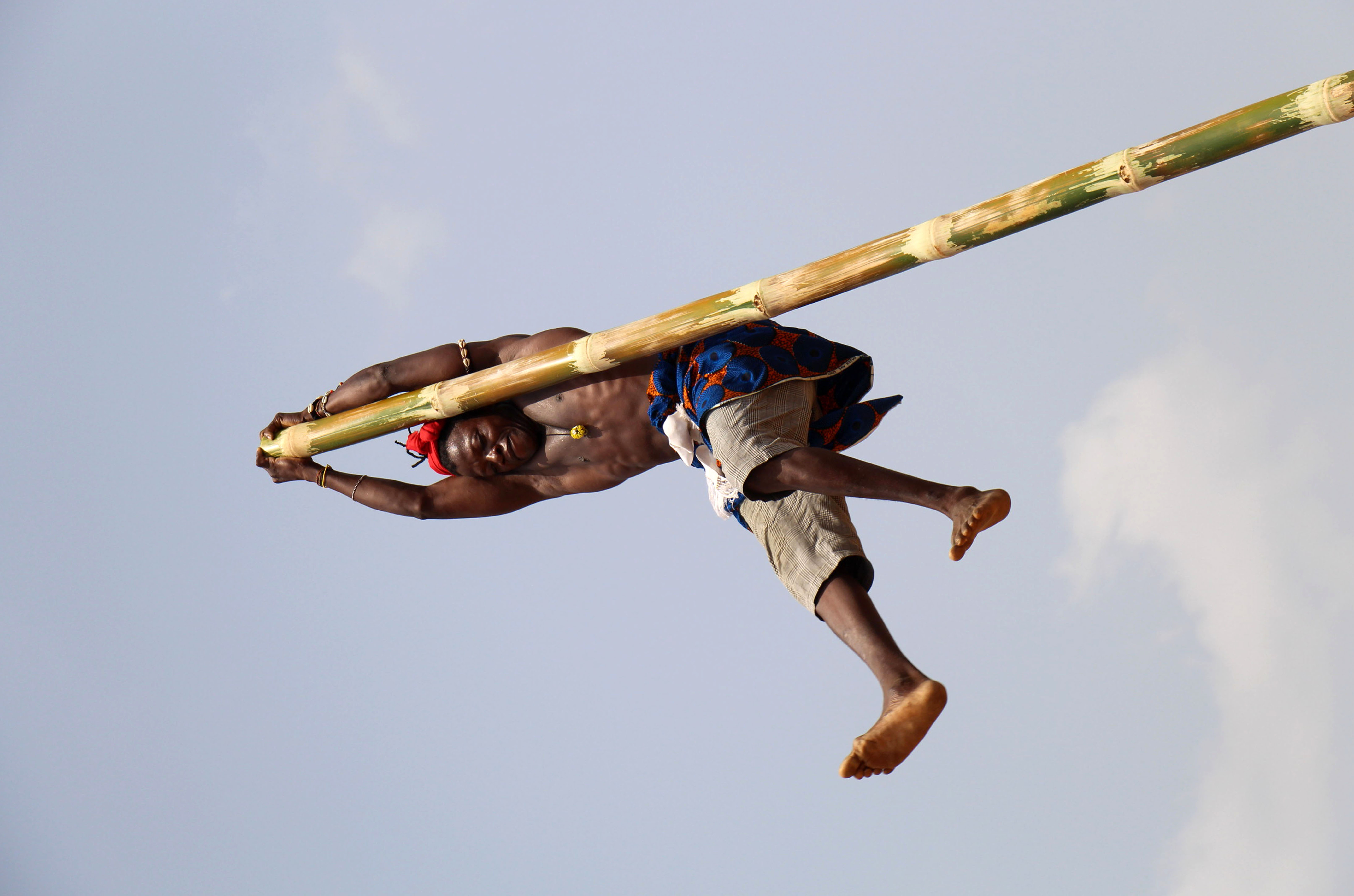